# Бартова, Эва
Эва Бартова (чеш. Eva Bártová, 1955, Чехословакия) — чехословацкая ориентировщица, призёр чемпионата мира по спортивному ориентированию в эстафете.
На чемпионате мира в 1983 году, проходившем в Венгрии, Эва завоевала серебряные медали в эстафете, а на классической дистанции была 34-й.

Эстафетная команда Чехословакии (в составе Ива Калибанова, Эва Бартова, Яна Главачова, Ада Кухаржова) уступила только сборной Швеции, оставив позади вечных фавориток — команды Норвегии и Финляндии.
На следующем чемпионате мира, который состоялся через два года в 1985 году в Австралии на индивидуальной дистанции Эва была 16-й, а эстафетная команда не смогла пробиться в призёры и осталось только на пятом месте.

## Результаты
Результаты выступлений на международной арене.
| Чемп.   | Место проведения     | Дисциплина | Место    |
| ------- | -------------------- | ---------- | -------- |
| ЧМ 1983 | Венгрия, Залаэгерсег | эстафета   | 2 место  |
| ЧМ 1983 | Венгрия, Залаэгерсег | классика   | 34 место |
| ЧМ 1985 | Австралия, Бендиго   | классика   | 16 место |
| ЧМ 1985 | Австралия, Бендиго   | эстафета   | 5 место  |